# Characidae incertae sedis
Characidae incertae sedis es una agrupación taxonómica de peces de agua dulce; en ella se reúnen todos los géneros de la familia Characidae sobre los cuales aún se ignoran sus relaciones filogenéticas, por lo que no pueden ser asignados a ninguna de las subfamilias ya creadas. 
Para mediados del año 2013 lo integraban 43 géneros. Algunas de sus especies son denominadas comúnmente con el nombre de tetras o mojarras. Habitan en lagunas, arroyos, y ríos en regiones templadas y cálidas de América Central y del Sur, desde México hasta el centro de la Argentina. 

## Acuarismo
Muchas de las especies que integran estos géneros están entre los más populares peces ornamentales para acuarismo. Algunas de ellas son: el tetra neón cardenal (Paracheirodon axelrodi), el tetra neón común (Paracheirodon innesi), el tetra borrachito (Hemigrammus bleheri), el tetra de cobre (Hasemania nana), el tetra de ojo rojo (Moenkhausia sanctaefilomenae), el tetra diamante (Moenkhausia pittieri), el tetra pingüino (Thayeria boehlkei), el tetra linterna (Hemigrammus erythrozonus), etc.

## Géneros
A mediados del 2013, este conjunto agrupaba a 43 géneros:
| - Astyanacinus - Astyanax - Atopomesus - Bario - Bramocharax - Brittanichthys - Bryconella - Bryconops - Chalceus - Ctenobrycon - Dectobrycon - Deuterodon - Ectrepopterus - Erythrocharax - Genycharax - Gymnotichthys - Hasemania - Hemigrammus - Hollandichthys - Hyphessobrycon - Jupiaba - Markiana | - Mixobrycon - Moenkhausia - Myxiops - Oligobrycon - Oligosarcus - Paracheirodon - Parapristella - Petitella - Phallobrycon - Phenagoniates - Pristella - Probolodus - Psellogrammus - Pseudochalceus - Schultzites - Scissor - Serrabrycon - Stygichthys - Thayeria - Thrissobrycon - Tucanoichthys |

## Galería

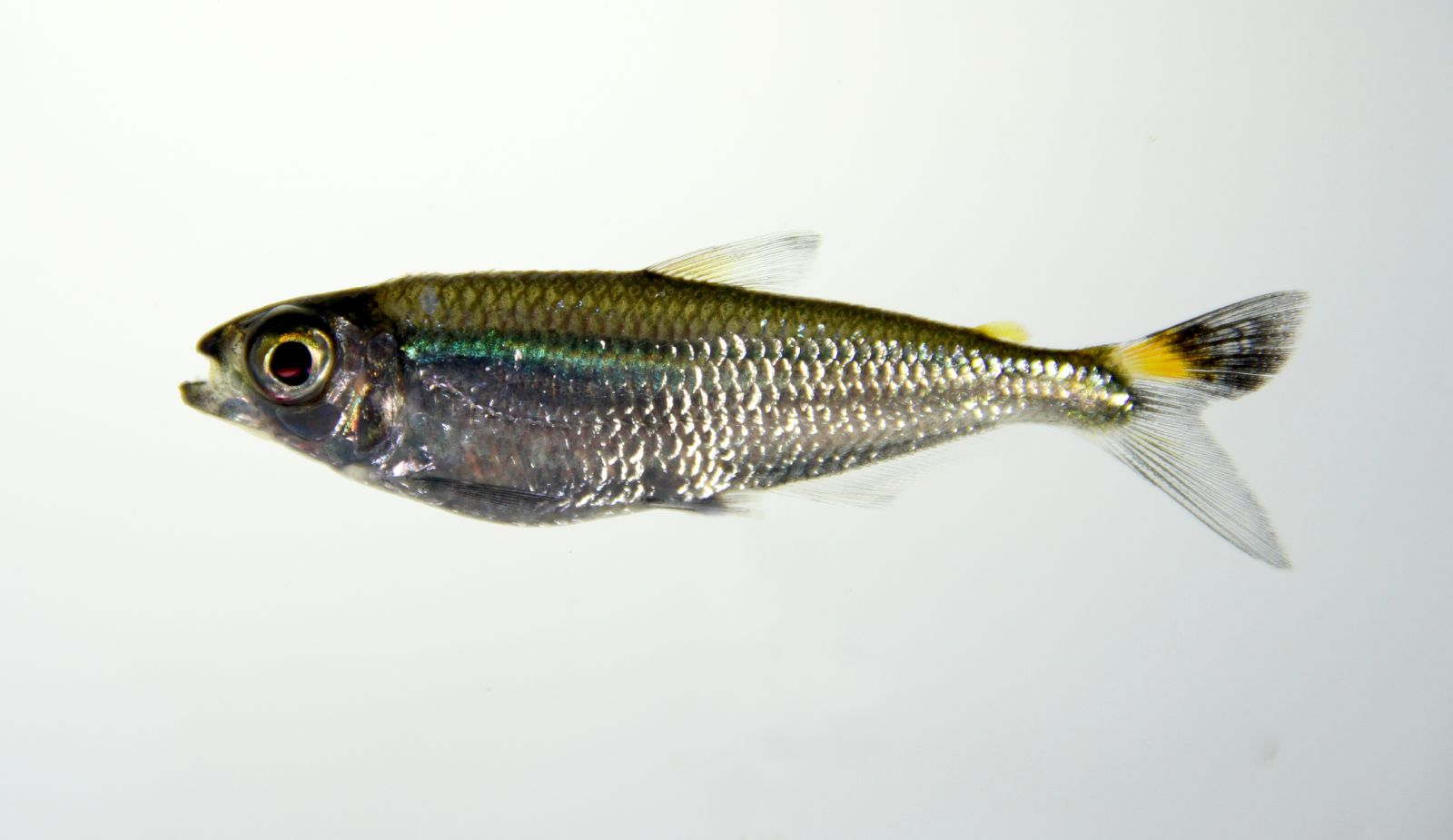
Bryconops caudomaculatus.
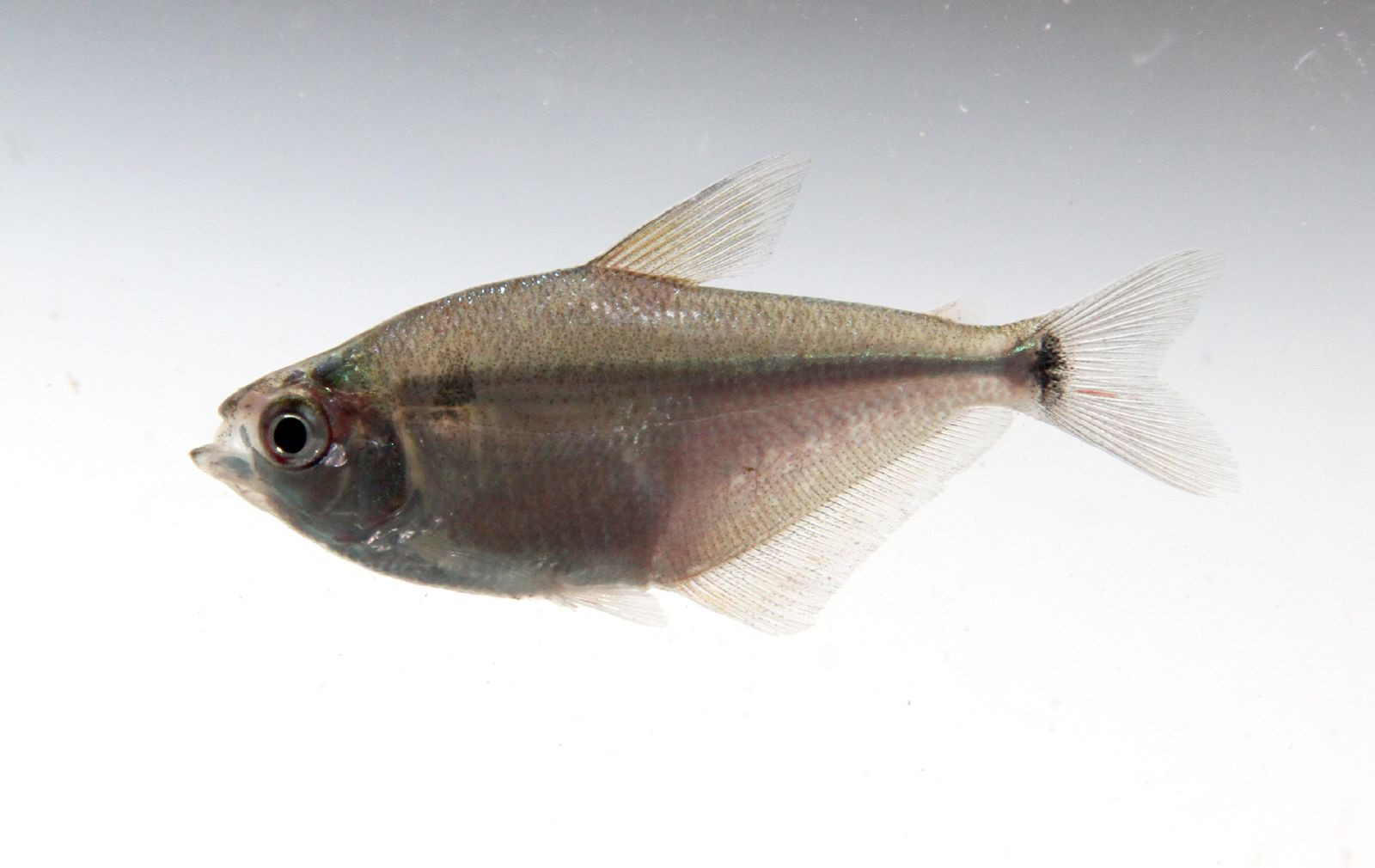
Ctenobrycon hauxwellianus.
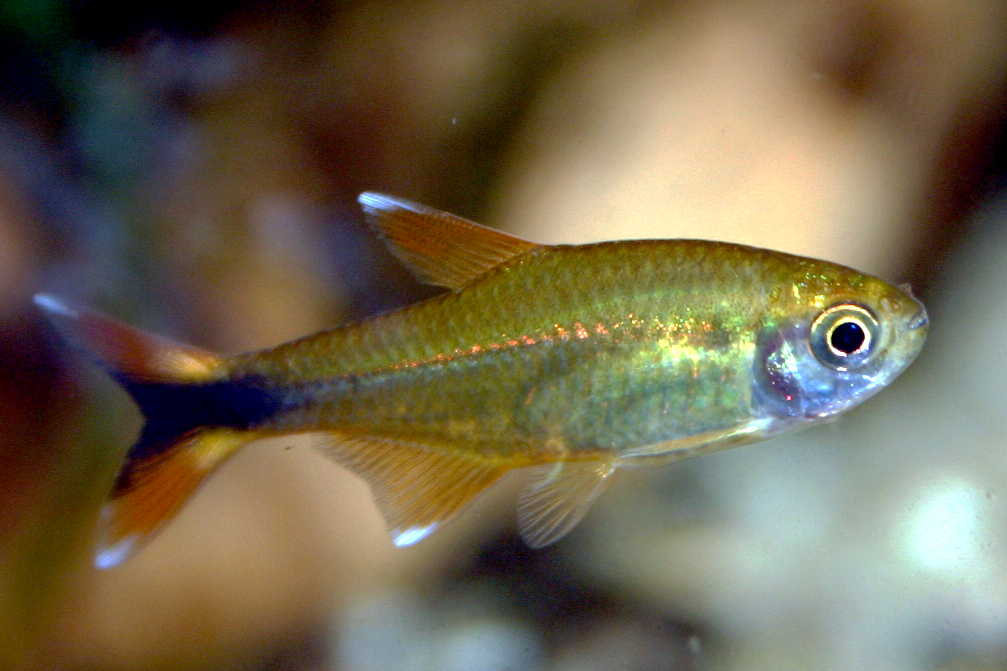
Hasemania nana.
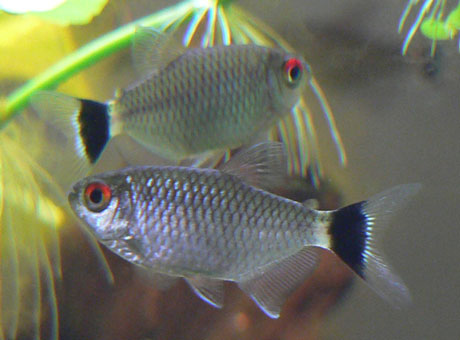
El tetra de ojo rojo (Moenkhausia sanctaefilomenae).
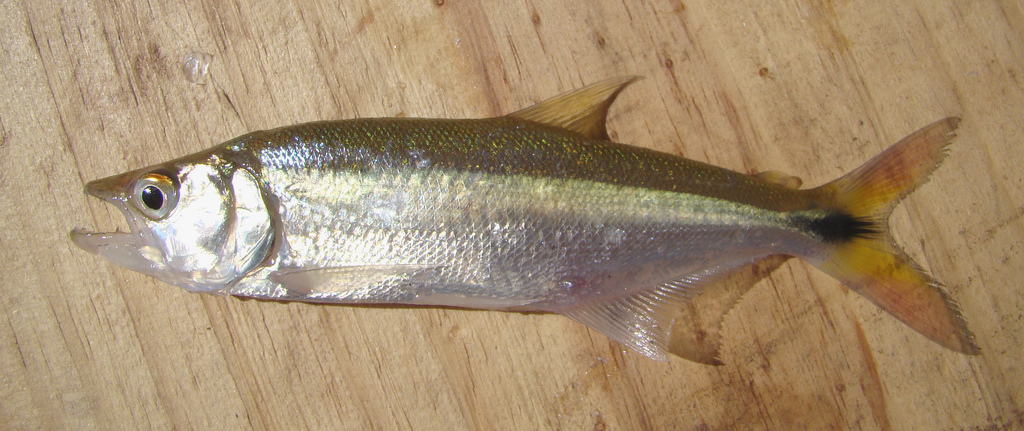
Oligosarcus robustus.
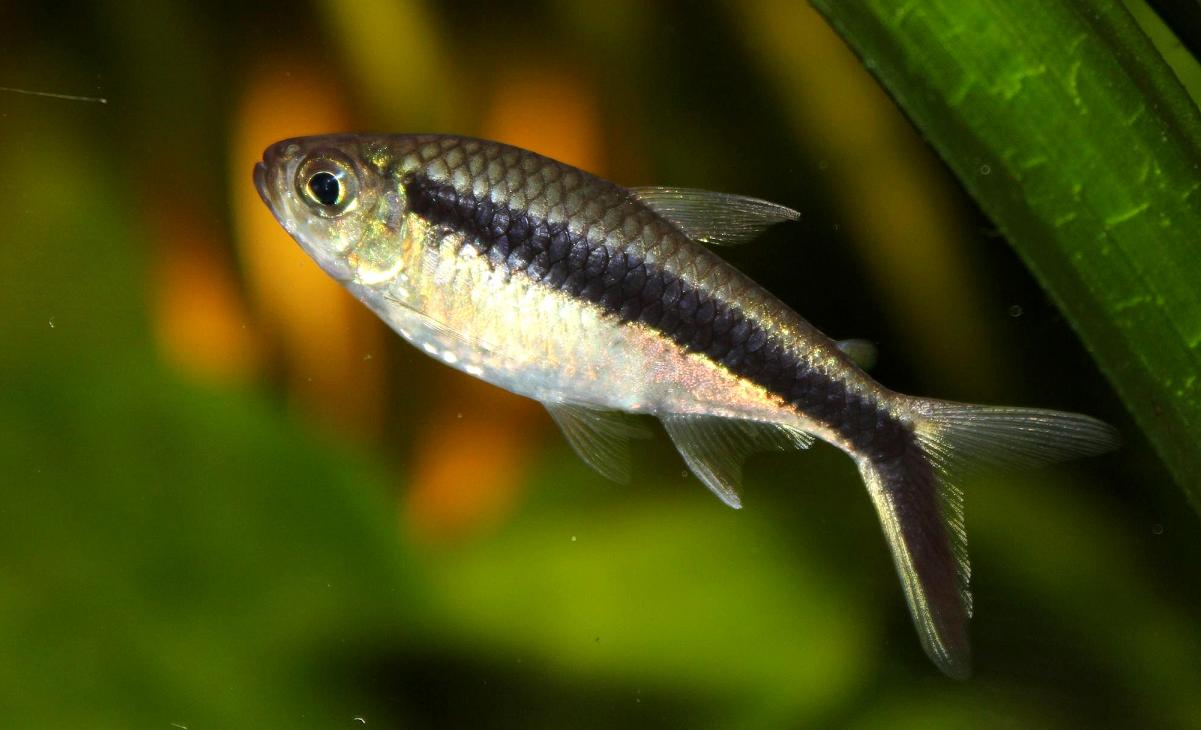
El tetra pingüino (Thayeria boehlkei).
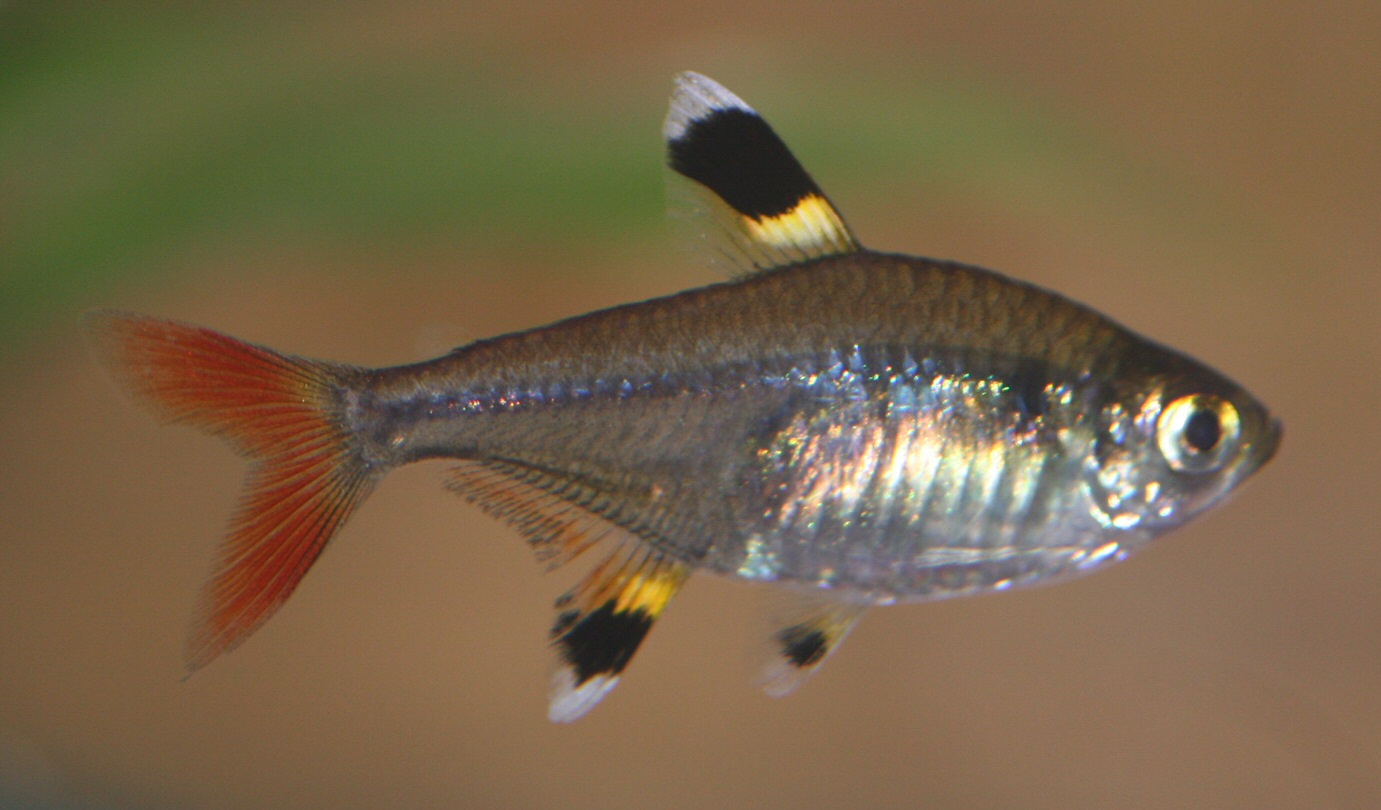
Pristella maxilliaris.
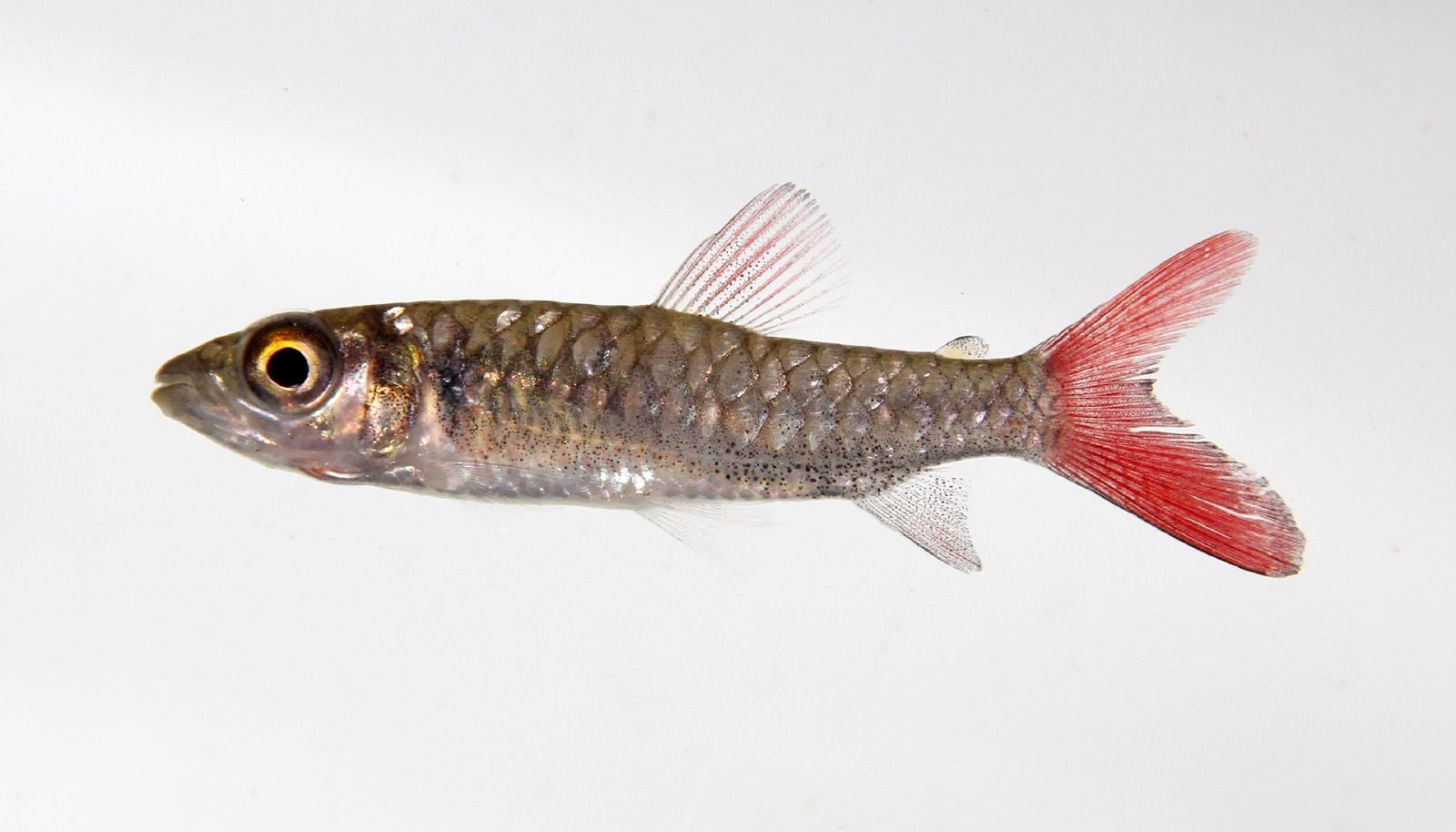
Chalceus sp.
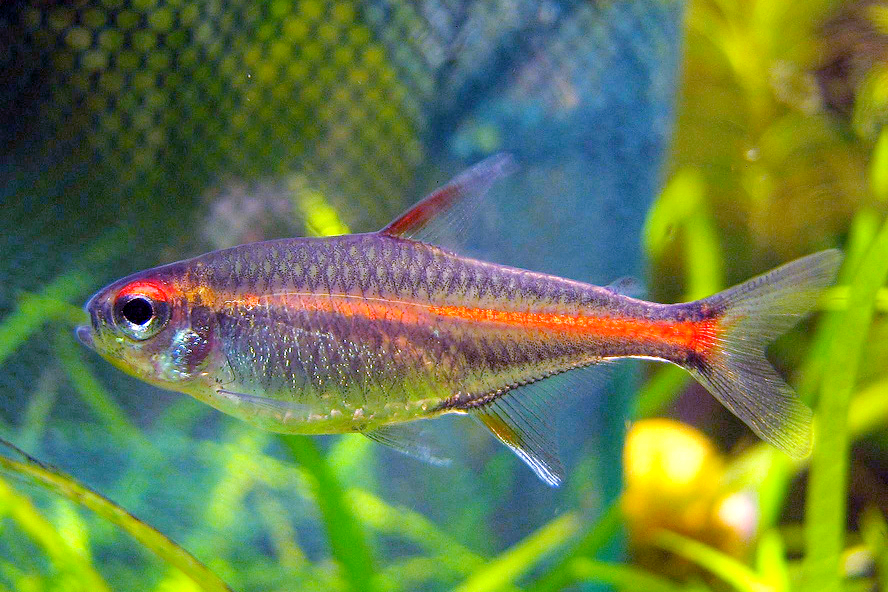
El tetra linterna (Hemigrammus erythrozonus).
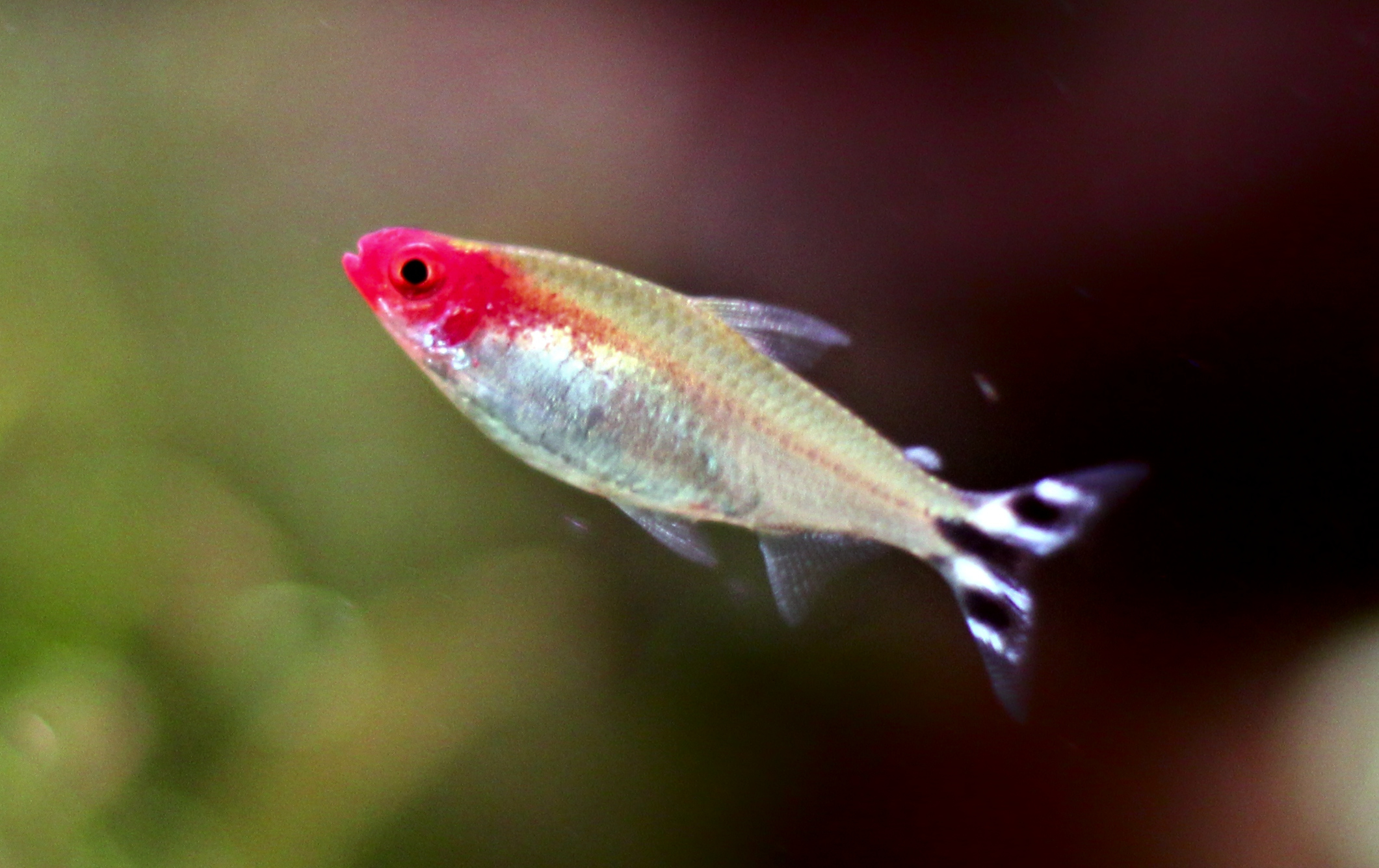
El tetra borrachito (Hemigrammus bleheri).
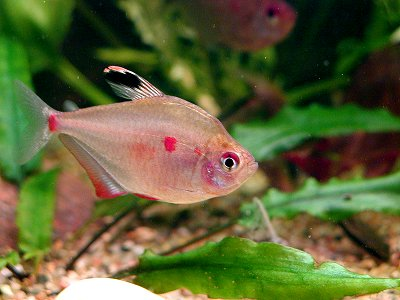
Hyphessobrycon erythrostigma.
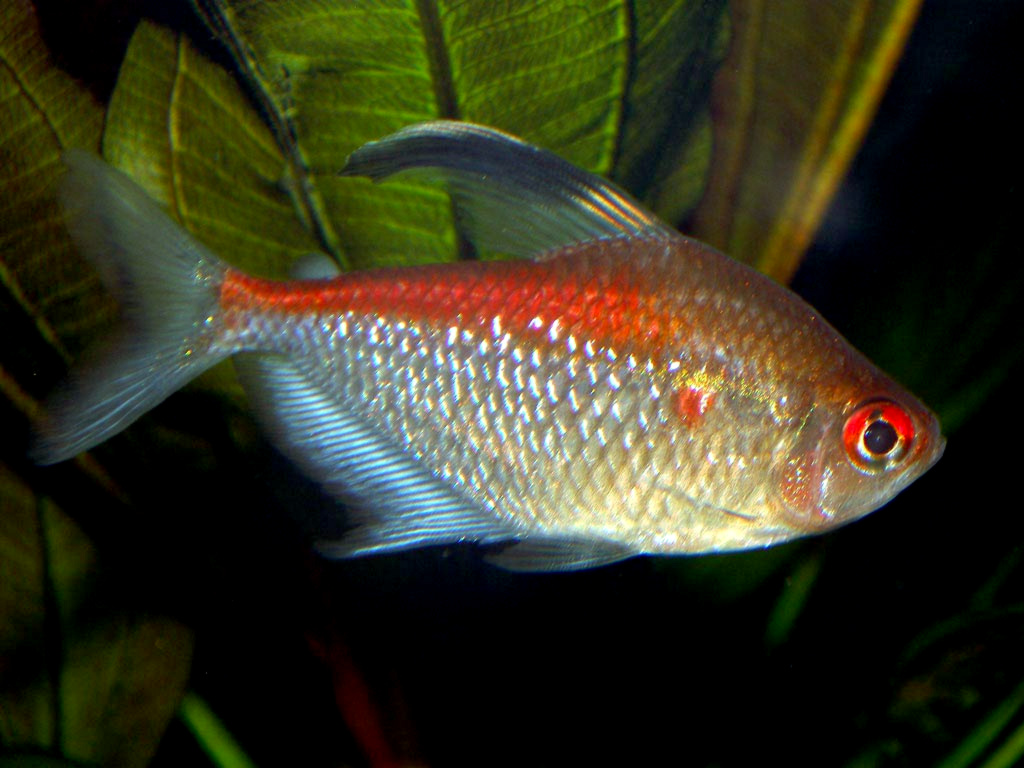
Hyphessobrycon pyrrhonotus.
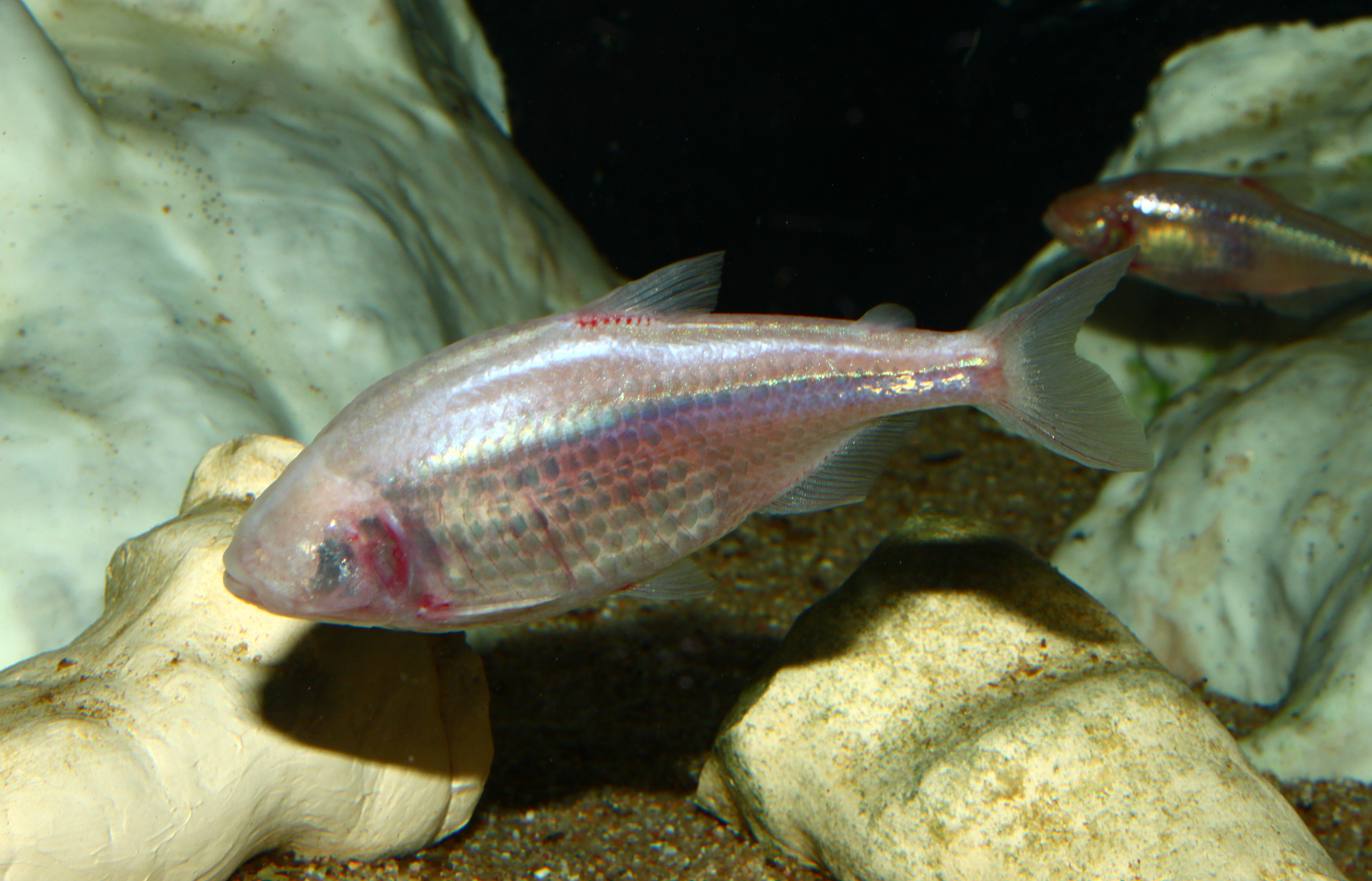
Tetra ciego de la cueva Chica (Astyanax mexicanus).